# Ричленд (Айова)
Ричленд (англ. Richland) — місто (англ. city) в США, в окрузі Кіокак штату Айова. Населення — 542 особи (2020).

## Географія
Ричленд розташований за координатами 41°11′9″ пн. ш. 91°59′46″ зх. д. / 41.18583° пн. ш. 91.99611° зх. д. (41.185709, -91.996025).  За даними Бюро перепису населення США в 2010 році місто мало площу 1,99 км², уся площа — суходіл.

## Демографія
Згідно з переписом 2010 року, у місті мешкали 584 особи в 239 домогосподарствах у складі 161 родини. Густота населення становила 294 особи/км².  Було 262 помешкання (132/км²).
Расовий склад населення:
| - 98,5 % — білих - 0,7 % — корінних американців - 0,3 % — чорних або афроамериканців |

До двох чи більше рас належало 0,5 %. Частка іспаномовних становила 0,3 % від усіх жителів.
За віковим діапазоном населення розподілялося таким чином: 27,2 % — особи молодші 18 років, 54,3 % — особи у віці 18—64 років, 18,5 % — особи у віці 65 років та старші. Медіана віку мешканця становила 38,6 року. На 100 осіб жіночої статі у місті припадало 96,6 чоловіків;  на 100 жінок у віці від 18 років та старших — 92,3 чоловіків також старших 18 років.
Середній дохід на одне домашнє господарство  становив 64 469 доларів США (медіана — 51 875), а середній дохід на одну сім'ю — 73 562 долари (медіана — 67 500). За межею бідності перебувало 8,7 % осіб, у тому числі 9,1 % дітей у віці до 18 років та 9,2 % осіб у віці 65 років та старших.
Цивільне працевлаштоване населення становило 354 особи. Основні галузі зайнятості: освіта, охорона здоров'я та соціальна допомога — 26,0 %, виробництво — 13,3 %, роздрібна торгівля — 12,1 %.